# Římskokatolická farnost Šakvice
Římskokatolická farnost Šakvice je územním společenstvím římských katolíků s farním kostelem svaté Barbory v rámci hustopečského děkanství brněnské diecéze.

## Historie farnosti
První písemná zmínka o obci pochází z roku 1371. Farní kostel sv. Barbory má gotické jádro. V roce 1801 zachvátil kostel velký požár, o rok později byl již opraven a znovu vysvěcen. Při opravách v březnu 2000 byly objeveny malby a prvky sahající až do 12. století.

## Duchovní správci
Farářem byl od srpna 2011 P. Jiří Grmolec, v letech 2019–2023 zde navíc jako výpomocný duchovní působil P. Miroslav Sedlák. K lednu 2025 je farářem P. Vít Rozkydal.

## Bohoslužby
| Kostel        | Místo   | Bohoslužba (den)           | Hodina                                                  | Poznámka     |
| ------------- | ------- | -------------------------- | ------------------------------------------------------- | ------------ |
| svaté Barbory | Šakvice | neděle středa pátek sobota | 8.00 18.00 18.00 (pro děti a mládež) 8.00 (1. v měsíci) | Farní kostel |

## Aktivity farnosti
Dnem vzájemných modliteb farností za bohoslovce a bohoslovců za farnosti brněnské diecéze je 30. leden. Adorační den připadá na 22. června.
Každoročně se zde koná tříkrálová sbírka. V roce 2015 se při ní vybralo 23 453 korun. Při sbírce v roce 2016 činil výtěžek 21 606 korun. V roce 2018 dosáhl výtěžek sbírky 25 017 korun.